# Ostrovnói
Ostrovnói (ruso: Островно́й) es una ciudad cerrada de Rusia. Se ubica geográficamente en la óblast de Múrmansk, pero no pertenece a ninguno de sus raiones y está bajo administración federal. Su autogobierno local toma la forma jurídica de ókrug urbano.
En 2023, el territorio de la ciudad tenía una población de 1432 habitantes, de los cuales 1412 vivían en la propia ciudad de Ostrovnói y el resto en seis pequeñas pedanías rurales: Korabelnoye, Lúmbovka, Mayak Gorodetski, Mys Chiorni, Sviatói Nos y Tersko-Orlovski Mayak.
Se ubica en la costa nororiental de la península de Kola, unos 200 km al este de la capital regional Múrmansk.

## Historia
Se conoce la existencia de la localidad en documentos desde 1611, cuando era un pogost, uno de los 17 habitados por samis en la península de Kola, denominado entonces "Iokangui" (ruso: Йоканьги; sami ter: Ёфкэ сыййт Yofke syiit). Por su ubicación en una bahía estratégica, durante la Primera Guerra Mundial comenzó a construirse aquí una base naval en 1915, aunque la construcción se interrumpió en 1917. La Unión Soviética estableció aquí un raión nacional para los samis entre 1927 y 1962, del que esta localidad fue capital durante la mayor parte del tiempo. En 1938 el pueblo pasó a denominarse "Gremija" (Гремиха). La Segunda Guerra Mundial obligó a terminar la construcción de la base naval, que funciona aquí desde 1941. En torno a la base naval y al pueblo se construyó un asentamiento secreto con el nombre en clave "Múrmansk-140". En 1981 se unieron el pueblo y las instalaciones militares en una sola ciudad cerrada, adoptando entonces su actual topónimo.
Tras la disolución de la Unión Soviética, el área ha mantenido su estatus cerrado. Actualmente, su importancia estratégica se basa en que alberga la mayor parte del combustible nuclear gastado de los submarinos nucleares de la Flota del Norte, y especialmente en que es el único lugar donde se pueden recargar los reactores con refrigerante de metal líquido. Sin embargo, el desuso de este tipo de tecnología llevó a que en 2008 comenzase a usarse como chatarrería para submarinos fuera de servicio y a que en 2014 comenzaran a desmantelarse parte de las instalaciones.